# 光町 (八尾市)
光町（ひかりちょう）は、大阪府八尾市の町。現行行政地名は光町一丁目及び光町二丁目。1962年（昭和37年）の町名地番変更により現在の地名となっている。2015年時点では住居表示は未実施。

## 歴史
令制国一覧 > 畿内 > 河内国 > 若江郡 > 南萱振村の一部ほか
市町村制施行前は南萱振村の一部（ただし西郷村、木戸村、東郷村の領地も混在していた）。
昭和期戦前までは（八尾八か村の）木戸集落と八尾競馬場の間に挟まれた辺りの耕作地で集落は無かった。
1961年にコクヨ八尾工場が設置され、稼動開始。当時としては世界随一の紙製品生産工場だった。周囲が住宅地化されていく中で、光町内は昭和50年代まではそれ以外はこれといった開発はされなかった。
1978年（昭和53年）近鉄大阪線が高架化のうえ、近鉄八尾駅が当地の南（北本町）へ移転。駅前周辺の再開発が竣工。1981年5月27日に西武百貨店が開業。
2004年3月にコクヨ八尾工場を閉鎖（滋賀工場へ統合）、跡地はイトーヨーカ堂を核店舗とした複合商業施設「アリオ八尾」となった。

## 地理
近鉄八尾駅前の北側にあたる。1978年（昭和53年）竣工の再開発で八尾駅周辺が高架化のうえ、駅前広場や雑居ビル、西武百貨店八尾店（西武八尾店→現：LINOAS）が出来、辺りは商業地となっている。
南側は近鉄大阪線、北側は市道弥刀上之島線、西側は市道八尾第400号線、東側は市道八尾第402号線に囲まれた地域。現在はほぼ全域が商業地化されている。

## 世帯数と人口
2020年（令和2年）3月31日現在（八尾市発表）の世帯数と人口は以下の通りである。
| 丁目       | 世帯数  | 人口  |
| ---------- | ------- | ----- |
| 光町一丁目 | 254世帯 | 453人 |
| 光町二丁目 | 262世帯 | 458人 |
| 計         | 516世帯 | 911人 |

### 人口の変遷
国勢調査による人口の推移。
| 1995年（平成7年）  | 472人   | [ 7 ]  |  |
| 2000年（平成12年） | 543人   | [ 8 ]  |  |
| 2005年（平成17年） | 864人   | [ 9 ]  |  |
| 2010年（平成22年） | 915人   | [ 10 ] |  |
| 2015年（平成27年） | 1,029人 | [ 11 ] |  |

### 世帯数の変遷
国勢調査による世帯数の推移。
| 1995年（平成7年）  | 197世帯 | [ 7 ]  |  |
| 2000年（平成12年） | 242世帯 | [ 8 ]  |  |
| 2005年（平成17年） | 457世帯 | [ 9 ]  |  |
| 2010年（平成22年） | 511世帯 | [ 10 ] |  |
| 2015年（平成27年） | 568世帯 | [ 11 ] |  |

## 学区
市立小・中学校に通う場合、学区は以下の通りとなる（2020年5月時点）。
| 丁目       | 番   | 小学校             | 中学校             |
| ---------- | ---- | ------------------ | ------------------ |
| 光町一丁目 | 全域 | 八尾市立用和小学校 | 八尾市立八尾中学校 |
| 光町二丁目 | 全域 | 八尾市立用和小学校 | 八尾市立八尾中学校 |

## 事業所
2016年（平成28年）現在の経済センサス調査による事業所数と従業員数は以下の通りである。
| 丁目       | 事業所数  | 従業員数 |
| ---------- | --------- | -------- |
| 光町一丁目 | 85事業所  | 1,180人  |
| 光町二丁目 | 347事業所 | 4,172人  |
| 計         | 432事業所 | 5,352人  |

## 施設
一丁目
- 近鉄八尾駅前バスターミナル
- 近鉄八尾駅前タクシー乗り場
- 八尾警察署 近鉄八尾駅前交番

二丁目
- LINOAS（旧：西武八尾店）
- 八尾市文化会館（プリズムホール）
- アリオ八尾
- 光町公園

## 交通
鉄道
地域のすぐ南に近鉄八尾駅がある.
主要道路
- 市道弥刀上之島線（アリオ八尾の北側を東西に通る）
- 市道八尾第401号線（西武百貨店・アリオ八尾の西を南北に通る）

## ギャラリー

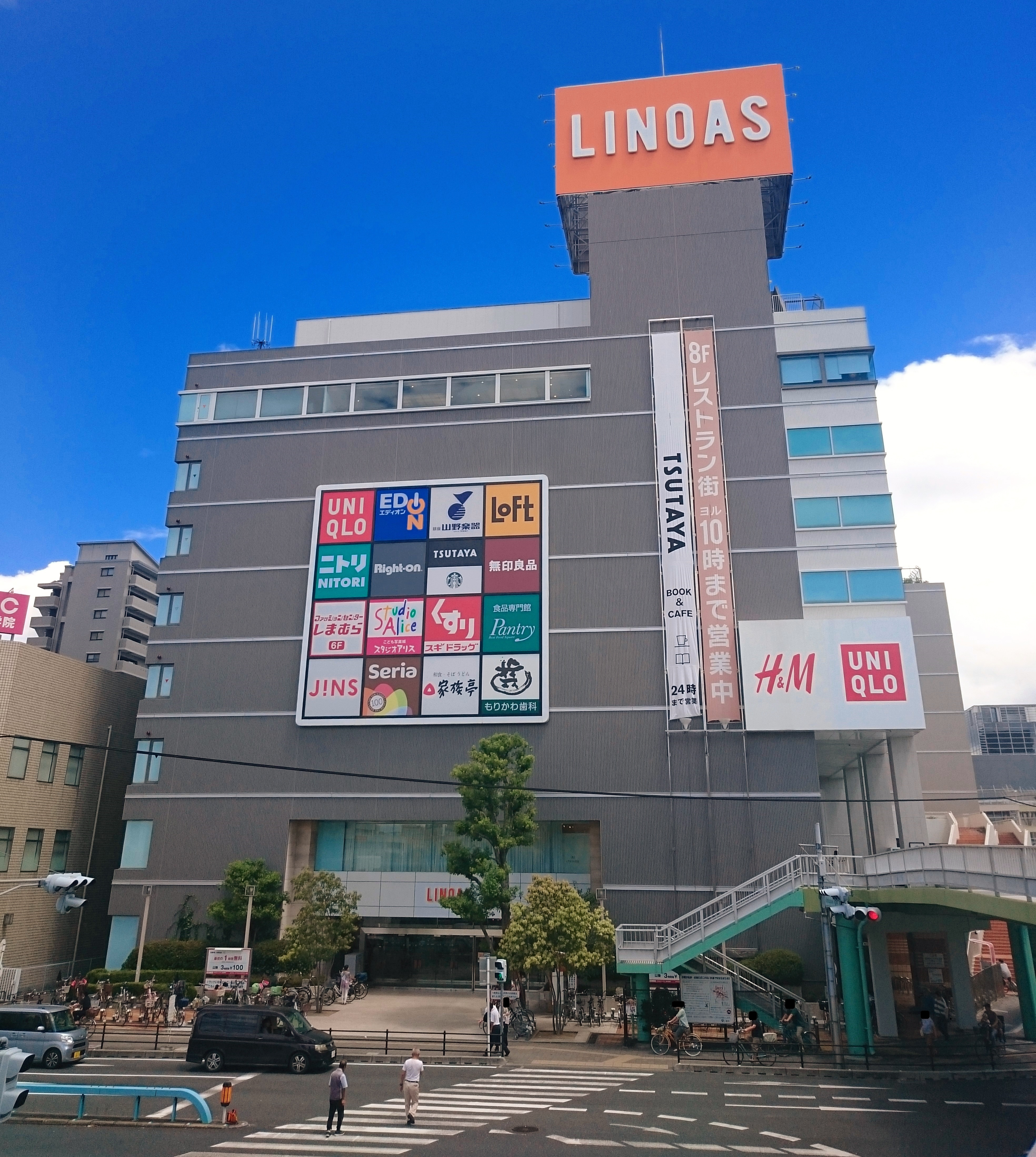
LINOAS（光町2-60）
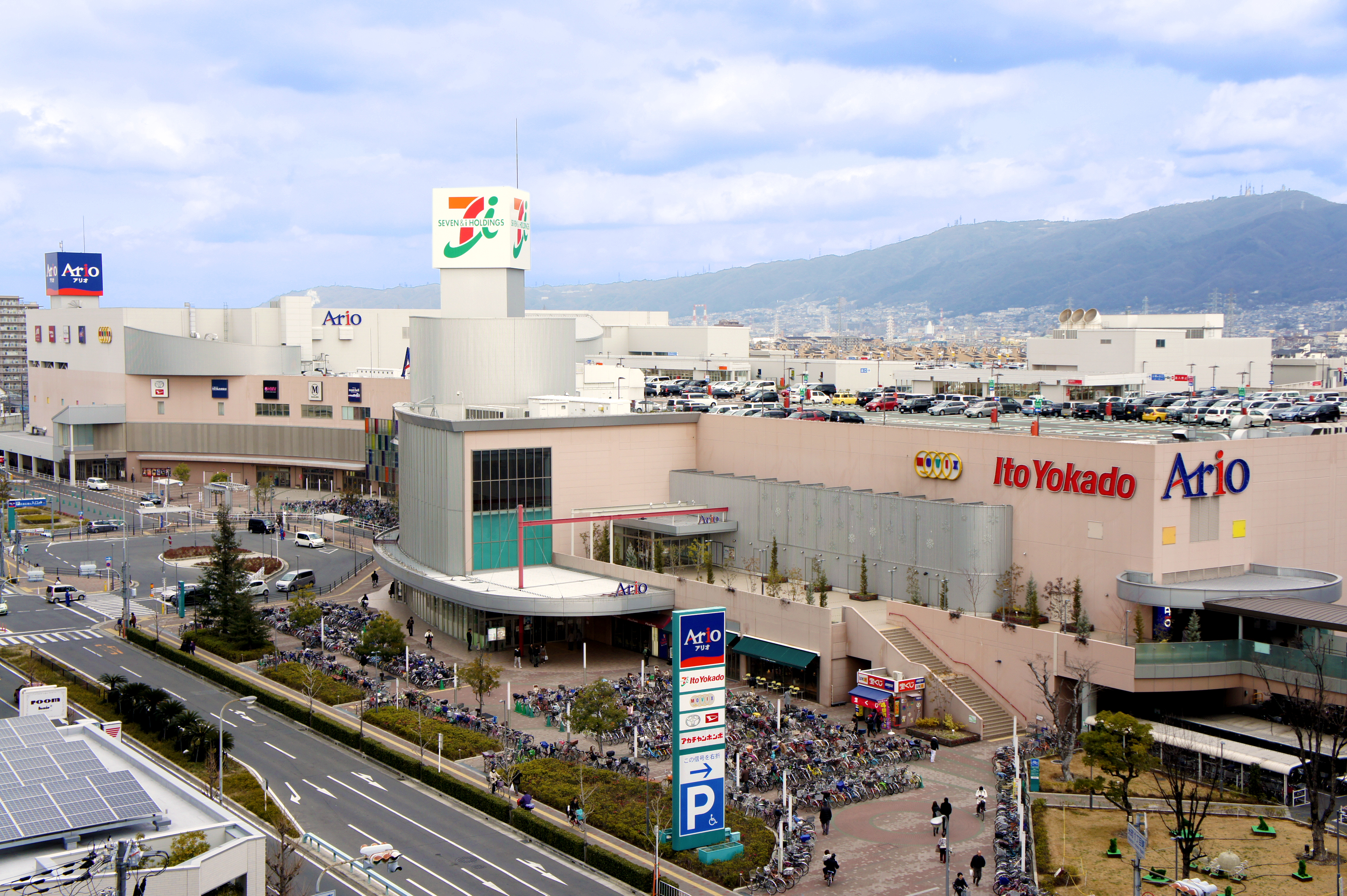
イトーヨーカドー・アリオ八尾（光町2-3）
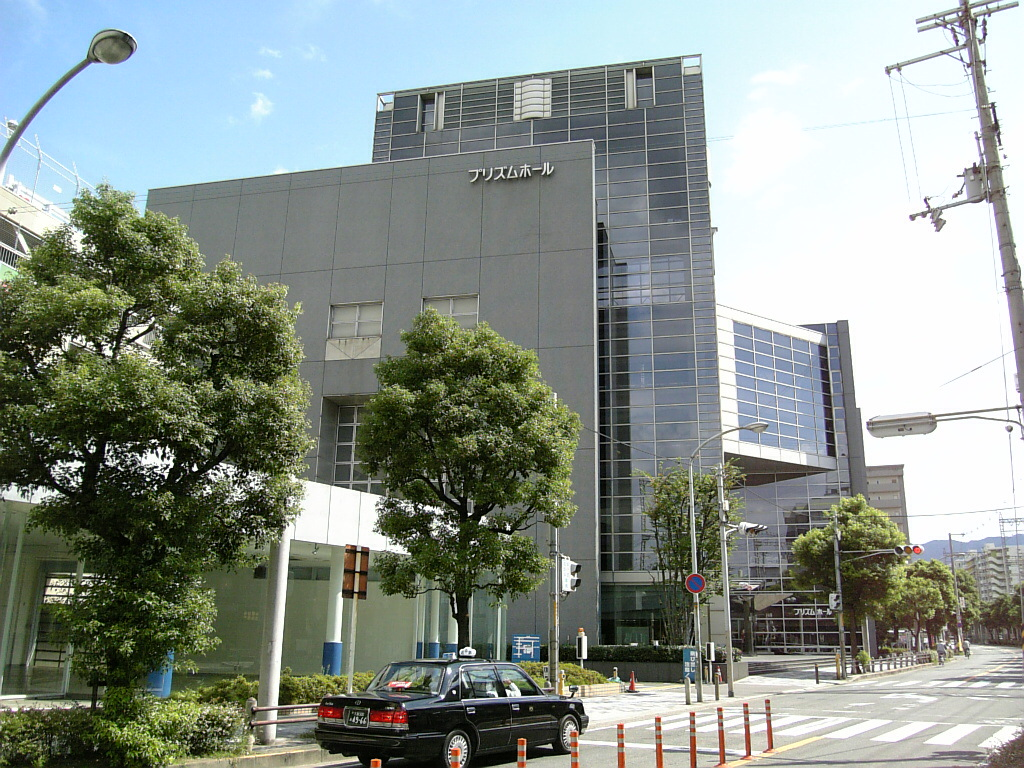
八尾市文化会館プリズムホール（光町2-40）

## その他

### 日本郵便
- 郵便番号 : 581-0803[2]（集配局：八尾郵便局[15]）。